# Liste des œuvres exposées en 2013 dans La Galerie du temps
Pour un article plus général, voir La Galerie du temps.

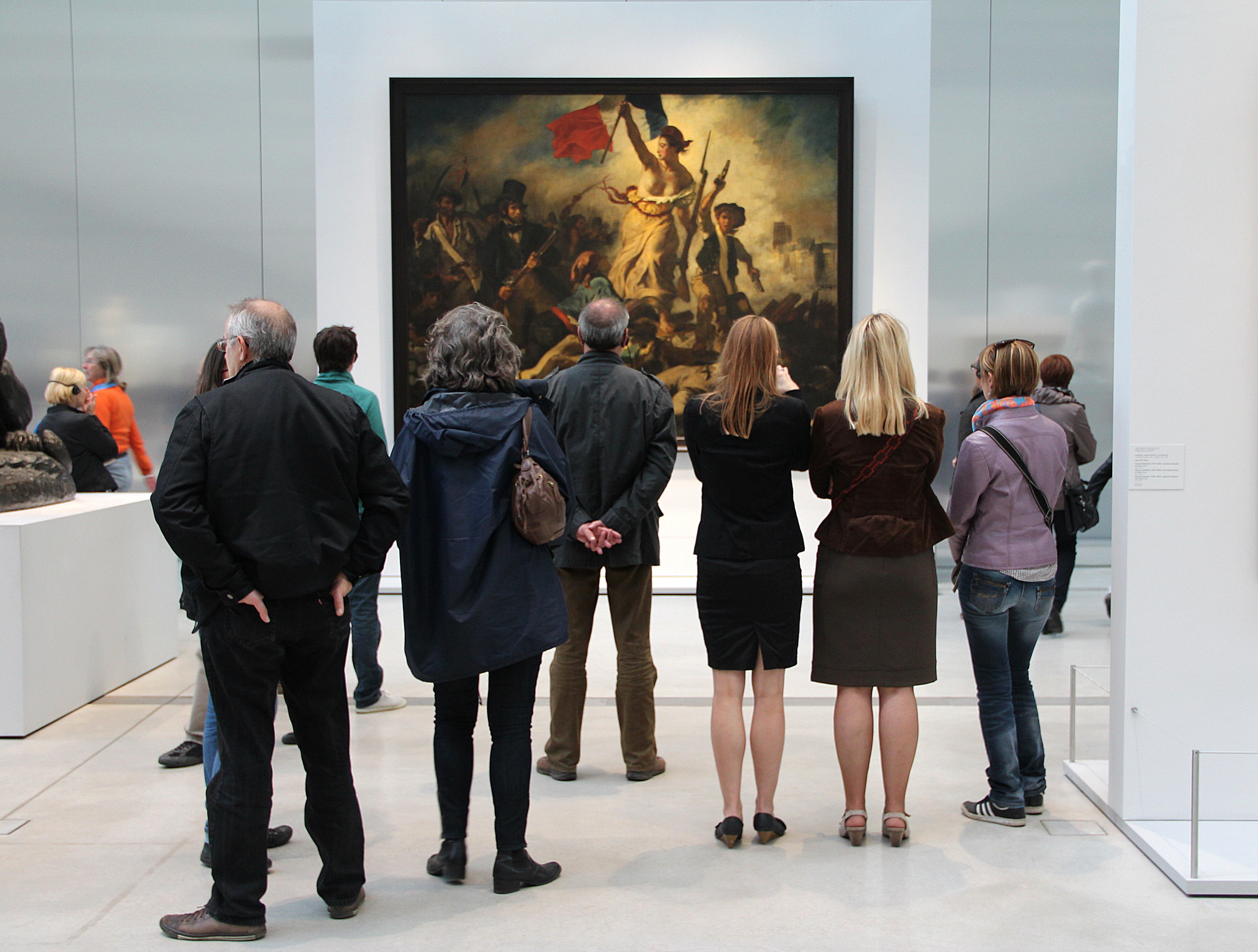
La Liberté guidant le peuple a été la pièce majeure de l'exposition en 2013.

Cet article liste les œuvres exposées en 2013 dans La Galerie du temps, une des expositions du Louvre-Lens. S'étalant sur cinq ans, l'exposition doit voir chaque année une partie de ses œuvres renouvelée. Ainsi, La Liberté guidant le peuple était présente à l'inauguration du Louvre-Lens le 4 décembre 2012, mais elle a été remplacée un an plus tard par Œdipe explique l'énigme du sphinx. Il en a été de même pour une partie des œuvres.

## Liste des œuvres
| Illustration | No      | Titre | Artiste                                                              | Origine géographique                                                              | Date                                | Technique/matériaux                                            | Dimensions                                                          | Numéro d'inventaire             | Mode d'acquisition                                                                                  |
| ------------ | ------- | --- | -------------------------------------------------------------------- | --------------------------------------------------------------------------------- | ----------------------------------- | -------------------------------------------------------------- | ------------------------------------------------------------------- | ------------------------------- | --------------------------------------------------------------------------------------------------- |
|              | 1       | Tablette en écriture précunéiforme indiquant des rations alimentaires, archives de l'Éanna, temple du dieu du Ciel                                                              | inconnu                                                              | Uruk (aujourd'hui Warka), Mésopotamie (Irak actuel)                               | vers 3500 av. J.-C.                 | argile                                                         | H. 5,2 cm ; l. 7,8 cm                                               | AO 29561                        | achat, 1988                                                                                         |
|              | 2       | Homme barbu, nu : roi-prêtre, ? | inconnu                                                              | Mésopotamie (Irak actuel)                                                         | vers 3300 av. J.-C.                 | calcaire                                                       | H. 30,5 cm ; l. 10,4 cm                                             | AO 5718                         | |
|              | 3       | Gudéa, prince de l'État de Lagash, | inconnu                                                              | Girsu (aujourd'hui Tello), Mésopotamie (Irak actuel)                              | vers 2120 av. J.-C.                 | diorite                                                        | H. 70,5 cm ; l. 22,4 cm                                             | AO 29155                        | achat, 1987                                                                                         |
|              | 4       | Tablette en écriture cunéiforme portant un texte littéraire en langue sumérienne : lettre d'une mère à son fils                                                                 | inconnu                                                              | Mésopotamie (Irak actuel)                                                         | vers 2000 av. J.-C.                 | argile                                                         | H. 10,4 cm ; l. 5,4 cm ; ép. 2,9 cm                                 | AO 6330                         | achat, 1912                                                                                         |
|              | 5       | Plaque perforée avec scène de banquet et de combat : élément de fermeture de porte de temple ?                                                                                  | inconnu                                                              | Suse, royaume d'Élam (Iran actuel)                                                | vers 2650-2550 av. J.-C.            | albâtre                                                        | H. 30 cm ; l. 30 cm                                                 | Sb 41                           | fouilles de J. de Morgan, acropole de Suse (Iran actuel), 1908                                      |
|              | 6       | Femme vêtue d'une robe-manteau de laine (« kaunakès ») : figure protectrice des vivants et des morts ?                                                                          | inconnu                                                              | civilisation de l'Oxus, Asie centrale (Afghanistan actuel)                        | vers 2300-1700 av. J.-C.            | chlorite verte et calcaire                                     | H. 17,3 cm ; l. 16,1 cm                                             | AO 22918                        | achat, 1969                                                                                         |
|              | 7       | Idole aux yeux | inconnu                                                              | civilisation de Halaf, Syrie                                                      | vers 3300-3000 av. J.-C.            | terre cuite                                                    | H. 27 cm                                                            | AO 30002                        | don de la Société des amis du Louvre, 1991                                                          |
|              | 8       | Stèle funéraire portant des inscriptions hiéroglyphiques | inconnu                                                              | Abydos, Égypte                                                                    | vers 3000 av. J.-C.                 | calcaire                                                       | H. 75,5 cm ; l. 55 cm ; ép. 21,5 cm                                 | E 21710                         | fouilles d'É. Amélineau, Abydos (Égypte), 1895-1898                                                 |
|              | 9       | Fragment d'une palette à fard décorée d'une scène de chasse | inconnu                                                              | Abydos ? Égypte                                                                   | vers 3300-3100 av. J.-C.            | grauwacke                                                      | H. 14,6 ; l. 41 cm ; ép. 2 cm                                       | E 11254                         | |
|              | 10      | Homme debout, statue funéraire d'un inconnu, | inconnu                                                              | Égypte                                                                            | vers 2350 av. J.-C.                 | calcaire peint                                                 | H. 85 cm ; l. 28 cm ; pr. 36 cm                                     | A 46                            | achat, 1826                                                                                         |
|              | 11      | Décor d'une chapelle funéraire, scène de brasserie | inconnu                                                              | Égypte                                                                            | vers 2500-2350 av. J.-C.            | calcaire peint                                                 | H. 31 cm ; l. 32 cm ; ép. 2,5 cm                                    | E 32880                         | achat, 2006                                                                                         |
|              | 12      | Idole féminine nue aux bras croisés, divinité, ? | inconnu                                                              | Syros (île des Cyclades), Grèce                                                   | vers 2700-2300 av. J.-C.            | marbre                                                         | H. 62,8 cm                                                          | MNE 1045                        | don de M. Cordesse, 1997                                                                            |
|              | 13      | Figurine humaine asexuée en forme de plaquette décorée d'incisions | inconnu                                                              | Vounous, Chypre                                                                   | vers 2500-2000 av. J.-C.            | terre cuite                                                    | H. 27 cm ; l. 13 cm ; pr. 1,3 cm                                    | AO 18842                        | fouilles de C. Schaeffer, nécropole de Vounous (Chypre), 1933                                       |
|              | 14      | Vase à boire (rhyton) à décor de poulpe, | inconnu                                                              | Rhodes, Grèce                                                                     | vers 1375 av. J.-C.                 | terre cuite                                                    | H. 37,5 cm ; l. 11 cm                                               | MNB 1743                        | achat, 1879                                                                                         |
|              | 15      | Figure féminine vêtue | inconnu                                                              | Péloponnèse, Grèce                                                                | vers 1325 av. J.-C.                 | terre cuite modelée                                            | H. 11 cm ; l. 4,7 cm                                                | CA 590                          | achat, 1893                                                                                         |
|              | 16      | Vase (cratère) décoré de guerriers et de chars | inconnu                                                              | Ougarit (aujourd'hui Ras Shamra), Syrie actuelle                                  | vers 1300-1200 av. J.-C.            | terre cuite                                                    | H. 47 cm ; l. 41 cm                                                 | AO 20376                        | fouilles de C. Schaeffer, Ras Shamra (Syrie), 1936                                                  |
|              | 17      | Portrait royal : le roi de Babylone Hammurabi ? | inconnu                                                              | butin de Babylone, Mésopotamie (Irak actuel)                                      | vers 1900 av. J.-C.                 | diorite                                                        | H. 15,2 cm ; l. 9,7 cm                                              | Sb 95                           | fouilles de J. de Morgan, Suse (Iran actuel), 1908                                                  |
|              | 18      | Tablette en écriture cunéiforme. Poème en langue babylonnienne, dialogue entre un homme et son dieu                                                                             | inconnu                                                              | Babylone, Mésopotamie (Irak actuel)                                               | vers 1800-1600 av. J.-C.            | argile, terre crue                                             | H. 18 cm ; l. 9,7 cm ; ép. 2,9 cm                                   | AO 4462                         | achat, 1906                                                                                         |
|              | 19      | Borne (« kudurru ») représentant Gula, déesse de la Médecine, et le panthéon babylonien,                                                                                        | inconnu                                                              | Butin de Babylone, Mésopotamie (Irak actuel)                                      | vers 1200-1100 av. J.-C.            | calcaire                                                       | H. 36 cm ; l. 20 cm                                                 | Sb 27                           | fouilles de J. de Morgan, Suse (Iran actuel), 1899-1902                                             |
|              | 20      | Fragments du décor du temple d'Inshushinak | inconnu                                                              | Suse, Élam (Iran actuel)                                                          | vers 1150 av. J.-C.                 | terre cuite                                                    | H. 136 cm ; l. 37 & 36 cm ; pr. 20 & 36 cm                          | Sb 2732 & Sb 2733               | fouilles de R. de Mecquenem, Suse (Iran actuel), 1913-1921                                          |
|              | 21 22   | Figurines féminines nues, coiffées d'un diadème et parées de bijoux, | inconnu                                                              | Suse, Élam (Iran actuel)                                                          | vers 1300-1100 av. J.-C.            | terre cuite                                                    | H. 17,9 cm H. 16,2 cm                                               | Sb 7783 Sb 7799                 | fouilles de R. de Mecquenem, Suse (Iran actuel), 1928                                               |
|              | 23      | Vase en forme de taureau à bosse | inconnu                                                              | Région de Marlik (Iran actuel)                                                    | vers 1400-1100 av. J.-C.            | terre cuite rouge lustrée                                      | H. 23 cm ; l. 36,5 cm                                               | AO 21112                        | don de M. Foroughi, 1962                                                                            |
|              | 24      | Pendentif amulette, dieu hittite, | inconnu                                                              | Anatole centrale (Turquie actuelle)                                               | vers 1400-1200 av. J.-C.            | or                                                             | H. 3,8 cm ; l. 1,3 cm                                               | AO 9647                         | dépôt du musée Guimet, 1925                                                                         |
|              | 25      | Porteuse d'offrandes, | inconnu                                                              | Assiout, Égypte                                                                   | vers 1950 av. J.-C.                 | bois peint                                                     | H. 49,7 cm ; l. 10,1 cm ; pr. 22 cm                                 | E 12001                         | fouilles du cimetière d'Assout (Égypte), don de l'Institut français d'archéologie orientale, 1903   |
|              | 26      | Table d'offrandes funéraire inscrite au nom de l'intendant Nabbi | inconnu                                                              | Thèbes ? Égypte                                                                   | vers 2100-2000 av. J.-C.            | calcaire                                                       | H. 36 cm ; l. 49 cm ; ép. 8,5 cm                                    | AF 10226                        | |
|              | 27      | Homme accroupi (statue-cube inscrite) : offrande du roi au bénéfice d'un employé nommé Ser                                                                                      | inconnu                                                              | Abydos, Égypte                                                                    | vers 1790-1700 av. J.-C.            | calcaire                                                       | H. 45,5 cm ; l. 25 cm ; pr. 35,3 cm                                 | A 76                            | |
|              | 28      | Le vieil Néferkarê-Iymérou, haut fonctionnaire du roi | inconnu                                                              | Karnak, Égypte                                                                    | vers 1725 av. J.-C.                 | grès                                                           | H. 162 cm ; l. 50 cm ; pr 64 cm                                     | A 125                           | achat, 1882                                                                                         |
|              | 29      | Touy, prêtresse de Min, dieu de la Fertilité, | inconnu                                                              | Thèbes ? Égypte                                                                   | vers 1400-1350 av. J.-C.            | bois de grenadille et de karité                                | H. 33,4 cm ; l. 8 cm ; pr. 17 cm                                    | E 10655                         | achat, 1895                                                                                         |
|              | 30      | Tablette en écriture cunéiforme : correspondance diplomatique en langue akkadienne du pharaon Akhénaton à un vassal prince d'Akshapa (près de Saint-Jean-d'Acre, Israël actuel) | inconnu                                                              | Tell el Amarna, Égypte                                                            | vers 1375-1350 av. J.-C.            | argile crue                                                    | H. 8,2 cm ; l. 5,8 cm ; ép. 2,2 cm                                  | AO 7095                         | achat, 1918                                                                                         |
|              | 31      | Sekhmet, déesse-lionne régnant sur les forces dangereuses, | inconnu                                                              | Karnak, Égypte                                                                    | vers 1400-1350 av. J.-C.            | diorite                                                        | H. 212 cm ; pr. 95 cm                                               | A 3                             | achat, 1817                                                                                         |
|              | 32      | Vase (cratère) funéraire, scène de l'exposition du mort (prothésis) | inconnu                                                              | Dipylon (Athènes), Grèce                                                          | vers 730 av. J.-C.                  | argile, décor aux silhouettes noires                           | H. 112 cm ; diam. 95 cm                                             | CA 3276                         | don d'O. Rayet, 1884                                                                                |
|              | 33      | Idole féminine en forme de cloche : objet votif ou funéraire destiné à être suspendu,                                                                                           | inconnu                                                              | Béotie, Grèce                                                                     | vers 700 av. J.-C.                  | terre cuite                                                    | H. 33 cm ; l. 15 cm                                                 | CA 623                          | achat, 1894                                                                                         |
|              | 34      | Jeune homme nu (couros) : statue provenant du sanctuaire d'Asclépios, dieu de la Médecine,                                                                                      | inconnu                                                              | Paros (île de Cyclades), Grèce                                                    | vers 540 av. J.-C.                  | marbre                                                         | H. 103 cm                                                           | MND 888                         | achat, 1910                                                                                         |
|              | 35      | Urne cinéraire à tête féminine et aux bras articulés | inconnu                                                              | Chiusi, Étrurie (Italie actuelle)                                                 | vers 550-500 av. J.-C.              | terre cuite                                                    | H. 50 cm                                                            | D 162                           | achat, 1851                                                                                         |
|              | 36      | Jeune homme coiffé d'une couronne végétale : statue offerte dans un sanctuaire ?                                                                                                | inconnu                                                              | Chypre                                                                            | vers 480-460 av. J.-C.              | calcaire peint                                                 | H. 69 cm ; l. 26 cm                                                 | AO 22206                        | don d'H. de Boisgelin, 1967                                                                         |
|              | 37      | Pazuzu, démon protecteur des vents et des démons mauvais | inconnu                                                              | Assyrie, Mésopotamie (Irak actuel)                                                | vers 800-700 av. J.-C.              | bronze                                                         | H. 15 cm ; l. 8,6 cm                                                | MNB 467                         | achat, 1872                                                                                         |
|              | 38      | Fragment de décor du palais du roi assyrien Assurbanipal : convoi de déportés                                                                                                   | inconnu                                                              | Ninive, Assyrie, Mésopotamie (Iraq actuel)                                        | vers 645-640 av. J.-C.              | albâtre gypseux                                                | H. 82 cm ; l. 83 cm                                                 | AO 22202                        | don d'H. de Boisgelin, 1967                                                                         |
|              | 39      | Fragment de décor du palais du roi assyrien Sargon II : tête d'homme barbu appartenant au défilé des tributaires mèdes                                                          | inconnu                                                              | Khorsabad, Assyrie, Mésopotamie (Irak actuel)                                     | vers 710-706 av. J.-C.              | albâtre gypseux                                                | H. 25 cm ; l. 23 cm                                                 | AO 19898                        | fouilles de P.-É. Botta, Khorsabad (Irak), 1872                                                     |
|              | 40      | Le pharaon Psammétique II (595-589 av. J.-C.) | inconnu                                                              | Égypte                                                                            | vers 590 av. J.-C.                  | pierre                                                         | H. 83,5 cm ; l. 15 cm ; pr. 37,7 cm                                 | N 830                           | achat, 1824                                                                                         |
|              | 41      | Sarcophage de la dame Tanetmit | inconnu                                                              | Thèbes ? Égypte                                                                   | vers 945-715 av. J.-C.              | bois polychrome                                                | H. 195 cm ; l. 58 cm ; pr. 40 cm                                    | N 2587, N 2588, N 675 & AF 85   | |
|              | 42      | Vases à viscères (canopes) de la dame Taremetenbastet | inconnu                                                              | Égypte                                                                            | vers 664-525 av. J.-C.              | albâtre                                                        | H. 25 cm ; diam. 14 cm                                              | E 18868 E 18869 E 18870 E 18871 | |
|              | 43      | Troupe de serviteurs funéraires (« oushebtis ») inscrits au nom de Neferibreheb                                                                                                 | inconnu                                                              | Memphis ? Égypte                                                                  | vers 500 av. J.-C.                  | faïence                                                        |                                                                     | N 3459                          | |
|              | 44      | Trousseau d'amulettes d'une momie | inconnu                                                              | Égypte                                                                            | vers 500 av. J.-C.                  | or, faïence, verre, pierres dures, pierres semi-précieuses     |                                                                     |                                 | |
|              | 45      | La déesse Bastet sous sa forme de chatte, | inconnu                                                              | Égypte                                                                            | vers 650-350 av. J.-C.              | bronze, yeux en cristal de roche                               | H. 19,4 cm                                                          | E 3807                          | don du comte Tyszkiewicz, 1862                                                                      |
|              | 46      | Fragment du décor du palais du roi perse Darius Ier : archer de la garde royale,                                                                                                | inconnu                                                              | Suse (Iran actuel)                                                                | vers 500 av. J.-C.                  | briques siliceuses à glaçure                                   | H. 196 cm ; l. 80 cm ; pr. 20 cm                                    | Sb 23117                        | fouilles de R. de Mecquenem, Suse (Iran actuel), 1908-1913                                          |
|              | 47      | Bloc inscrit : lettre en grec du roi perse Darius Ier à un gouverneur (satrape) d'Asie mineure                                                                                  | inconnu                                                              | Magnésie du Méandre, Carie (Turquie actuelle)                                     | vers 492-496 av. J.-C.              | marbre                                                         | H. 82 cm ; l. 39 cm ; ép. 43 cm                                     | MNC 1062                        | don de l'École française d'Athènes, 1888                                                            |
|              | 48      | Stèle portant en grec les comptes des trésoriers du Parthénon | inconnu                                                              | Acropole (Athènes), Grèce                                                         | entre 409 et 405 av. J.-C.          | marbre du Panthélique (près d'Athènes, Grèce)                  | H. 116 cm ; l. 77 cm ; pr. 19 cm                                    | LL 129                          | fouilles de L. S. Fauvel sur l'Acropole, 1788, collection du comte de Coiseul-Gouffier, achat, 1818 |
|              | 49      | Athlète tenant un disque, copie romaine d'un « Discophore » de bronze, | inconnu                                                              | D'après Naucydès (né dans le Péloponnèse, Grèce, actif vers 400-390 av. J.-C.)    | vers 130-150 apr. J.-C.             | marbre                                                         | H. 167 cm (avec la plinthe)                                         | MR 159                          | collection Borghèse, achat, 1807                                                                    |
|              | 50      | Vase (cratère) à volutes : face A : concours musical entre le dieu Apollon et le satyre Marsyas ; face B : Dionysos, satyre et Ménades                                          | inconnu                                                              | Lucanie (Italie actuelle)                                                         | vers 380 av. J.-C.                  | terre cuite, décor à figures rouges                            | H. 59,9 cm ; diam. 40 cm                                            | ED 199                          | achat, 1825                                                                                         |
|              | 51      | Alexandre le Grand, roi de Macédoine (336-353 av. J.-C.), copie romaine d'un portrait de bronze d'Alexandre nu brandissant une lance                                            | inconnu                                                              | D'après Lysippe (né à Sicyone, Péloponnèse, Grèce ; actif vers 370-300 av. J.-C.) | vers 130 apr. J.-C.                 | marbre                                                         | H. 62 cm                                                            | Cp 6430                         | collection Campana, achat, 1861                                                                     |
|              | 52      | Jeune femme ailée, Niké, personnification de la Victoire, | inconnu                                                              | Myrina, Asie mineure (Turquie actuelle)                                           | vers 190 av. J.-C.                  | argile                                                         | H. 25 cm                                                            | Myr 42                          | fouilles d'E. Pottier et S. Reinach à Myrina, 1881-1882                                             |
|              | 53      | Femme nue debout : compagne de la déesse babylonienne Nanaya, fille du dieu Lune, ?                                                                                             | inconnu                                                              | Babylone, Mésopotamie (Irak actuel)                                               | vers 200 av. J.-C. - 200 apr. J.-C. | albâtre, rubis, or                                             | H. 15 cm ; l. 8,6 cm ; pr. 5,6 cm                                   | AO 20217                        | don de P. H. Delaporte, 1866                                                                        |
|              | 54      | Hermaphrodite, copie romaine d'un « Hermaphrodite endormi » | inconnu                                                              | D'après Polyclès (actif à Alexandrie, Égypte, vers 175 av. J.-C.)                 | vers 130-150 apr. J.-C.             | marbre                                                         | l. 149 cm                                                           | MR 222                          | collection du pape Pie VI (1775-1778)                                                               |
|              | 55      | La déesse égyptienne Isis ou une reine grecque d'Égypte représentée en Isis, ?                                                                                                  | inconnu                                                              | Égypte                                                                            | vers 300-100 av. J.-C.              | diorite                                                        | H. 68 cm ; l. 26 cm ; pr. 17 cm                                     | E 11197                         | legs de H. Hoffmann                                                                                 |
|              | 56      | Sarcophage à couvercle sculpté d'un visage féminin | inconnu                                                              | Sidon (aujourd'hui Saïda), Phénicie (Liban actuel)                                | vers 325-300 av. J.-C.              | marbre                                                         | H. 59 cm ; l. 20 cm ; pr. 64 cm                                     | AO 4807                         | fouilles d'E. Renan, 1861                                                                           |
|              | 57      | Octave Auguste (27 av. J.-C. - 14 apr. J.-C.), fondateur de l'Empire Romain, | inconnu                                                              | Rome, Italie                                                                      | vers 25 av. J.-C.                   | marbre                                                         | H. 83,5 cm ; l. 64 cm                                               | MR 426                          | collection du cardinal Albani                                                                       |
|              | 58      | Fragment du décor d'un arc de triomphe : garde rapprochée de l'empereur (prétoriens)                                                                                            | inconnu                                                              | Rome, Italie                                                                      | vers 50 apr. J.-C.                  | marbre                                                         | H. 162 cm ; l. 126 cm ; ép. 27 cm                                   | LL 398                          | achat, 1824                                                                                         |
|              | 59      | Inscription en latin, règlement des joueurs de cor du camp militaire de la 3e légion Augusta,                                                                                   | inconnu                                                              | Lambèse (Algérie actuelle)                                                        | 202 apr. J.-C.                      | marbre                                                         | H. 105 cm ; l. 52 cm ; ép. 15 cm                                    | MNB 770                         | fouilles d'A. Héron de Villefosse, Lambèse, 1874                                                    |
|              | 60      | Fragment de peinture murale : femme auprès d'un faon, scène de culte à Bacchus ?                                                                                                | inconnu                                                              | Pompéi, Rome                                                                      | vers 30-50 apr. J.-C.               | fresque                                                        | H. 83 cm ; l. 135 cm                                                | CC 69                           | don du roi de Naples, 1825                                                                          |
|              | 61      | Lampe ornée d'un masque de théâtre | inconnu                                                              | Herculanum ? Italie                                                               | vers 50 apr. J.-C.                  | bronze                                                         | l. 23 cm                                                            | ED 2772                         | achat, 1825                                                                                         |
|              | 62      | Candélabre porte-lampe en forme de tige de roseau, | inconnu                                                              | Herculanum, Italie                                                                | vers 50 apr. J.-C.                  | bronze                                                         | H. 129 cm                                                           | ED 2775                         | achat, 1825                                                                                         |
|              | 63      | Marc Aurèle, empereur romain (161-180 apr. J.-C.), | inconnu                                                              | Rome ? Italie                                                                     | vers 160 apr. J.-C.                 | marbre                                                         | H. 210 cm                                                           | MR 261                          | collection Borghèse, achat, 1807                                                                    |
|              | 64      | Alexandre Sévère, empereur romain (222-235 apr. J.-C.) | inconnu                                                              | Rome, Italie                                                                      | vers 226-235 apr. J.-C.             | marbre                                                         | H. 40 cm ; l. 25 cm                                                 | MR 408                          | collection du pape Pie VI (1775-1799)                                                               |
|              | 65      | Jupiter, roi des dieux romains, portant le foudre et accompagné de l'aigle, | inconnu                                                              | Rome ? Italie                                                                     | vers 150 apr. J.-C.                 | marbre                                                         | H. 185 cm                                                           | MR 254                          | collection Borghèse, achat, 1807                                                                    |
|              | 66      | Relief représentant Mithra, dieu iranien du Soleil, sacrifiant le taureau | inconnu                                                              | Capitole, Rome, Italie                                                            | vers 100-200 apr. J.-C.             | marbre                                                         | H. 254 cm ; l. 275 cm ; ép. 80 cm                                   | MR 818                          | collection Borghèse, achat, 1807                                                                    |
|              | 67      | Sarcophage : concours musicale entre le dieu Apollon et le satyre Marsyas | inconnu                                                              | Cose, Italie                                                                      | vers 290-300 apr. J.-C.             | marbre                                                         | H. 105 cm ; l. 233 cm ; ép. 98 cm                                   | Cp 6365                         | collection Campana, achat, 1861                                                                     |
|              | 68      | Fragment de relief architectural remployé comme dalle funéraire chrétienne : divinités égyptiennes,                                                                             | inconnu                                                              | Henchir et Attermine (Tunisie actuelle)                                           | vers 160 apr. J.-C.                 | marbre                                                         | H. 192 cm ; l. 83 cm                                                | MND 932                         | achat, 1912                                                                                         |
|              | 69      | Fragment de mosaïque de pavement : les préparatifs d'un banquet | inconnu                                                              | Carthage (Tunisie actuelle)                                                       | vers 180-190 apr. J.-C.             | marbre, calcaire, pâte de verre                                | H. 214 cm ; l. 235 cm                                               | MNC 1577                        | achat, 1891                                                                                         |
|              | 70      | Élément de décor de fenêtre ? Le dieu égyptien Horus en cavalier romain terrassant un crocodile                                                                                 | inconnu                                                              | Faras (Soudan)                                                                    | vers 270-350 apr. J.-C.             | grès                                                           | H. 51 cm ; l. 58 cm ; ép. 25 cm                                     | E 4850                          | collection P. H. Delaporte, achat, 1864                                                             |
|              | 71      | Prince de la famille de l'empereur d'Orient Théodore II (408-450), | inconnu                                                              | Italie ?                                                                          | vers 440                            | marbre                                                         | H. 87 cm                                                            | MR 581                          | collection Borghèse, achat, 1807                                                                    |
|              | 72      | Décor d'architecture funéraire : poisson à la croix, symbole de Jésus-Christ | inconnu                                                              | Louxor, Égypte                                                                    | vers 400-500                        | calcaire                                                       | H. 25,5 cm ; l. 34,3 cm                                             | MNC 1418                        | don de l'Institut français d'archéologie orientale, 1891                                            |
|              | 73      | Pilier d'angle à décor de saint, archange et rinceaux | inconnu                                                              | Raouit, Égypte                                                                    | vers 500-600                        | calcaire, traces de polychromie                                | H. 171 cm ; l. 23 cm                                                | E 16921                         | fouilles d'É. Chassinat et J. Clédat, monastère de Baouit (Égypte), 1901-1902                       |
|              | 74      | Stèle funéraire de Théodore gravée d'une croix et d'un texte en langue copte | inconnu                                                              | Esna, Égypte                                                                      | 26 février 983                      | calcaire                                                       | H. 44,5 cm ; l. 31 cm                                               | AF 6265                         | |
|              | 75      | Médaillon central d'une grande croix de procession : Christ bénissant | inconnu                                                              | Antioche (Turquie actuelle)                                                       | vers 500-625                        | argent repoussé, traces de dorure                              | H. 13,5 cm ; diam. 12,7 cm                                          | MNE 633                         | don d'H. de Boisgelin, 1956                                                                         |
|              | 76      | Sarcophage : le Christ, deux apôtres et décor végétal | inconnu                                                              | Castelnau-de-Guers (France)                                                       | vers 550-600                        | marbre                                                         | H. 49 cm ; l. 201 cm ; ép. 70 cm                                    | MND 1406                        | achat, 1923                                                                                         |
|              | 77 78   | Colonnes décorées de pampres provenant de l'ancienne église Notre-Dame-de-la-Dorade,                                                                                            | inconnu                                                              | Toulouse, France                                                                  | vers 500                            | marbre                                                         | H. 189 cm ; diam. 40 cm                                             | RF 2305 RF 2306                 | achat, 1934                                                                                         |
|              | 79 80   | Bustes de rois provenant de la façade de l'Église Notre-Dame de la Couldre | inconnu                                                              | Partenay, France                                                                  | vers 1150-1200                      | pierre                                                         | H. 75 cm ; l. 51 cm ; pr. 35,5 cm H. 66,5 cm ; l. 50 cm ; pr. 34 cm | RF 1608 A RF 1609 A             | achat, 1914                                                                                         |
|              | 81      | Chef-reliquaire : vierge martyre (compagne de Sainte Ursule ?), | inconnu                                                              | Limoges, France                                                                   | vers 1275-1300                      | cuivre doré, perle                                             | H. 33 cm ; l. 15,2 cm                                               | OA 6120                         | don de Mme Octave Homberg, 1908                                                                     |
|              | 82      | Reliquaire (châsse) en forme d'église : Christ en majesté et Crucifixion | inconnu                                                              | Limoges, France                                                                   | vers 1185-1200                      | émail champlevé sur cuivre doré                                | H. 17,7 cm ; l. 17,4 cm ; pr. 10,1 cm                               | MR 2648                         | achat, 1824                                                                                         |
|              | 83      | Élément de bâton pastoral (crosse), | inconnu                                                              | Limoges, France                                                                   | vers 1200                           | émail champlevé sur cuivre doré                                | H. 28,2 cm ; l. 10,6 cm                                             | OA 2023                         | achat, 1864                                                                                         |
|              | 84      | Plaque : guerrier combattant un dragon | inconnu                                                              | Meuse (France actuelle)                                                           | vers 1160-1170                      | émail champlevé sur cuivre doré                                | H. 10,2 cm ; l. 10,2 cm                                             | OA 8098                         | don de V. Martin Le Roy, 1914                                                                       |
|              | 85      | Chandelier : femme à cheval, | inconnu                                                              | Magdebourg ? Saxe, Allemagne                                                      | vers 1150                           | bronze                                                         | H. 20 cm                                                            | OA 748                          | don d'A.-C. Sauvageot, 1856                                                                         |
|              | 86      | Stèle funéraire réutilisant un marbre antique | inconnu                                                              | Égypte                                                                            | 11 décembre 877 - 8 janvier 878     | marbre                                                         | H. 49 cm ; l. 35 cm ; ép. 3,5 cm                                    | OA 8162                         | acquise avant 1930                                                                                  |
|              | 87      | Coup à décor imitant une inscription arabe | inconnu                                                              | Irak                                                                              | vers 800-900                        | faïence                                                        | H. 6,2 cm ; diam. 20,2 cm                                           | K 3458                          | legs de M. et Mme R. Koechlin, 1932                                                                 |
|              | 88      | Jarre décorée d'un personnage féminin et d'animaux | inconnu                                                              | Ermant ? Égypte                                                                   | vers 500-800                        | terre cuite peinte                                             | H. 50 cm ; l. 34 cm                                                 | E 10993                         | |
|              | 89      | Coupe à décor imitant du jaspe | inconnu                                                              | Iran ou Asie centrale                                                             | vers 1000-1300                      | céramique à décor gravé sous glaçures colorées                 | H. 9 cm ; diam. 22,2 cm                                             | MAO 750                         | achat, 1985                                                                                         |
|              | 90      | Coupe au guerrier | inconnu                                                              | Iran ou Asie centrale                                                             | vers 900-1100                       | céramique à décor engobé et peint sous glaçure transparente    | H. 6 cm ; diam. 14,3 cm                                             | MAO 133                         | achat, 1953                                                                                         |
|              | 91      | Plat à décor moulé | inconnu                                                              | Suse (Iran actuel)                                                                | vers 800-1000                       | céramique à décor moulé sous glaçure                           | H. 2,3 cm ; diam. 17,8 cm                                           | MAO S.328                       | fouilles de Suse                                                                                    |
|              | 92      | Coupe à décor végétal stylisé | inconnu                                                              | Suse (Iran actuel)                                                                | vers 800-900                        | céramique à décor de lustre métallique sur glaçure             | H. 6,5 cm ; diam. 21,1 cm                                           | MAO S.568                       | fouilles de R. de Mecquenem, Suse (Iran actuel), 1921                                               |
|              | 93      | Fragment de panneau décoratif : danseur au foulard | inconnu                                                              | Égypte                                                                            | vers 1000-1200                      | bois                                                           | H. 8,1 cm ; l. 8,2 cm                                               | MAO 471                         | legs de J. David-Weill, 1972                                                                        |
|              | 94      | Boîte (pyxide) décorée de quatre médaillons | inconnu                                                              | Madinat al-Zhara (région de Cordoue), Espagne                                     | vers 970                            | ivoire d'éléphant                                              | H. 10,5 cm ; diam. 10,8 cm                                          | OA 2774                         | don du baron C. Davillier, 1885                                                                     |
|              | 95      | Cor de chasse ou de guerre (oliphant) | inconnu                                                              | Italie du Sud                                                                     | vers 1080-1090                      | ivoire d'éléphant                                              | H. 11,3 cm ; l. 51,3 cm                                             | MRR 450                         | achat, 1828                                                                                         |
|              | 96      | Tête d'ange : fragment du revers du mur de la façade de la basilique de Torcello,                                                                                               | inconnu                                                              | Venise, Italie                                                                    | vers 1050-1100                      | mosaïque                                                       | H. 31,6 cm ; l. 24,6 cm                                             | OA 6460                         | don d'É.-D. Gerspach, 1892                                                                          |
|              | 97      | Plaque centrale d'un triptyque : la Vierge à l'Enfant entre deux saints | inconnu                                                              | Constantinople (aujourd'hui Istanbul, Turquie actuelle) ?                         | vers 950-1000                       | ivoire d'éléphant                                              | H. 13,8 cm ; l. 10 cm ; pr. 0,7 cm                                  | OA 2602                         | achat, 1882                                                                                         |
|              | 98      | Plaque de coffret : la Vierge à l'Enfant entre deux anges | inconnu                                                              | Géorgie ?                                                                         | vers 1000-1100                      | ivoire d'éléphant                                              | H. 9,4 cm ; l. 10 cm ; pr. 0,8 cm                                   | OA 4071                         | don de S. Baron, 1898                                                                               |
|              | 99      | Médaillon ayant décoré un cadre d'icône : saint Démétrios, | inconnu                                                              | Constantinople (aujourd'hui Istanbul, Turquie actuelle)                           | vers 1100                           | or et émail                                                    | diam. 8,4 cm                                                        | OA 6457                         | don de J. Pierpont-Morgan, 1911                                                                     |
|              | 100     | Icône : saint Démétrios | inconnu                                                              | Constantinople (aujourd'hui Istanbul, Turquie actuelle)                           | vers 1000-1050                      | stéatite, traces de dorure                                     | H. 9,2 cm ; l. 6,2 cm                                               | OA 3969                         | achat, 1897                                                                                         |
|              | 101     | Saint François d'Assise (1182-1226), | inconnu                                                              | Rome (Italie)                                                                     | vers 1225-1250                      | bois, fond d'or                                                | H. 95 cm ; l. 39 cm                                                 | RF 975                          | collection Campana, achat, 1861                                                                     |
|              | 102     | Décor de sanctuaire d'église : ange | inconnu                                                              | Île-de-France (France)                                                            | vers 1270-1300                      | bois de chêne                                                  | H. 88 cm ; l. 24,5 cm ; pr. 24 cm                                   | RF 593                          | achat, 1882                                                                                         |
|              | 103     | Triptyque : scènes de la vie et de la Vierge | inconnu                                                              | Paris, France                                                                     | vers 1315-1335                      | ivoire d'éléphant, traces de polychromie                       | H. 24,6 cm                                                          | OA 6932                         | don de la marquise Arconati Visconti, 1916                                                          |
|              | 104     | Vierge à l'Enfant, provenant d'une léproserie, | inconnu                                                              | Nevers, duché de Bourgogne (France actuelle)                                      | vers 1350-1375                      | pierre calcaire polychrome                                     | H. 110 cm ; l. 44 cm ; pr. 34 cm                                    | RF 956                          | don de Mme du Verne, 1893                                                                           |
|              | 105     | Fragment d'un monument funéraire d'une dame inconnue : la défunte couchée (gisante)                                                                                             | inconnu                                                              | Île-de-France, France                                                             | vers 1380                           | pierre, albâtre                                                | H. 53 cm ; l. 175 cm ; ép. 46 cm                                    | LP 434                          | Musée des monuments français                                                                        |
|              | 106     | Retable de l'église Saint-Martin : la Vierge et l'Enfant entre les douze apôtres                                                                                                | inconnu                                                              | Nolay, duché de Bourgogne (France actuelle)                                       | vers 1400-1425                      | pierre calcaire polychrome                                     | H. 71 cm ; l. 213 cm ; ép. 14 cm                                    | RF 2549                         | achat, 1942                                                                                         |
|              | 107     | Dossier du stalle du chœur d'une église : ange tenant un écu aux armes de l'abbaye de Sainte-Claude (Jura, France),                                                             | atelier de Jean de Vitry                                             | Genève, Suisse                                                                    | vers 1445-1450                      | bois de noyer                                                  | H. 191 ; l. 45 cm ; ép. 7 cm                                        | OA 6983 B                       | don de la marquise Arconati Visconti, 1916                                                          |
|              | 108     | Fragment d'un cénotaphe : inscription coranique en arabe de style anguleux | inconnu                                                              | Raqqa, Syrie                                                                      | vers 1100-1200                      | pierre calcaire                                                | H. 47 cm ; l. 90 cm ; ép. 7 cm                                      | MAO 314                         | legs du comte F. Chandron de Briailles, 1955                                                        |
|              | 109     | Coupe à décor de personnages | inconnu                                                              | Iran                                                                              | vers 1180-1250                      | céramique à décor peint et doré en glaçure                     | H. 7 cm ; diam. 18 cm                                               | OA 6452                         | don de la Société des amis du Louvre, 1911                                                          |
|              | 110     | Élément de frise architecturale, inscription coranique en arabe de style cursif                                                                                                 | inconnu                                                              | Iran ou Asie centrale                                                             | vers 1375-1400                      | mosaïque de céramique                                          | H. 22,7 cm ; l. 75,5 cm                                             | MAO 838                         | achat, 1989                                                                                         |
|              | 111     | Plaque de revêtement à décor de lampe, | inconnu                                                              | Iran                                                                              | vers 1250-1300                      | céramique à décor de lustre céramique                          | H. 64 cm ; l. 48,2 cm ; ép. 5,7 cm                                  | OA 3341                         | achat, 1893                                                                                         |
|              | 112     | Bassin décoré de cavaliers portant une inscription à la gloire d'un souverain iranien                                                                                           | inconnu                                                              | Shiraz, Iran                                                                      | vers 1300-1400                      | alliage de cuivre incrusté d'or et d'argent                    | H. 11,6 cm ; diam. 23,5 cm                                          | K 3437                          | legs de M. et Mme R. Koechlin                                                                       |
|              | 113     | Globe céleste | inconnu                                                              | Maragha, Iran                                                                     | vers 1315                           | alliage de cuivre à décor gravé                                | H. 43,3 cm ; diam. 21 cm                                            | MAO 825                         | dation, 1987                                                                                        |
|              | 114     | Réception d'une délégation vénitienne à Damas | inconnu                                                              | Venise, Italie                                                                    | 1511                                | huile sur toile                                                | H. 158 cm ; l. 201 cm                                               | INV 100                         | collection du roi de France Louis XIV (1643-1715)                                                   |
|              | 115     | Bassin au nom d'un émir du sultan mamlouk Ibn Qalawun | inconnu                                                              | Égypte ou Syrie                                                                   | vers 1330-1340                      | alliage de cuivre, incrusté d'or, d'argent et de pâte noire    | H. 20 cm ; diam. 33,7 cm                                            | OA 7780/116                     | dépôt du musée de Cluny, 1926                                                                       |
|              | 116     | Vase à pharmacie (albarelle) | inconnu                                                              | Égypte ou Syrie                                                                   | vers 1300-1500                      | céramique à décor peint sous glaçure                           | H. 29 cm ; diam. 22,4 cm                                            | OA 4074                         | achat, 1899                                                                                         |
|              | 117     | Aiguière à bec en forme d'animal, | inconnu                                                              | Égypte ou Syrie                                                                   | vers 1400-1450                      | alliage de cuivre, décor gravé                                 | H. 26 cm ; l. 14,3 cm ; diam. 10 cm                                 | OA 6951                         | don de la marquise Arconati Visconti, 1916                                                          |
|              | 118     | Saint Jacques de la Marche (1391-1496) | Carlo Crivelli                                                       | Italie                                                                            | 1477                                | huile sur bois                                                 | H. 198 cm ; l. 64 cm                                                | MI 290                          | collection Campana, achat, 1861                                                                     |
|              | 119     | Autoportrait | Leon Battista Alberti                                                | Italie                                                                            | vers 1450-1500                      | bronze                                                         | H. 15,5 cm ; l. 11,5 cm                                             | OA 9151                         | don d'H. His de La Salle, 1876                                                                      |
|              | 120     | Fragment de décor d'une chapelle du Saint-Sépulcre : le Père éternel bénissant entouré d'anges                                                                                  | inconnu                                                              | Chaumont-en-Bassigny, France                                                      | vers 1475-1500                      | pierre calcaire, traces de polychromie                         | H. 120 cm ; l. 85 cm ; pr. 40,5 cm                                  | RF 1337                         | achat, 1902                                                                                         |
|              | 121     | La Vierge et l'Enfant, | Sandro Botticelli                                                    | Italie                                                                            | vers 1465-1470                      | huile sur bois                                                 | H. 92,5 cm ; l. 69,5 cm                                             | RF 2099                         | legs du baron B de Schlichting, 1914                                                                |
|              | 122     | La Vierge et l'Enfant | Mino da Fiesole                                                      | Italie                                                                            | vers 1470                           | pierre, marbre, traces de dorure                               | H. 54 cm ; l. 41 cm ; pr. 12 cm                                     | RF 573                          | achat, 1882                                                                                         |
|              | 123     | Fragment de retable : la mise au tombeau du Christ | inconnu                                                              | France                                                                            | vers 1500                           | bois, traces de polychromie                                    | H. 29 cm ; l. 42 cm ; pr. 15 cm                                     | RF 2466                         | achat, 1937                                                                                         |
|              | 124     | Vierge de douleur, | inconnu                                                              | Sud-Ouest, France                                                                 | vers 1480                           | bois de noyer polychrome                                       | H. 117 cm ; l. 40 cm ; pr. 33 cm                                    | RF 2554                         | achat, 1943                                                                                         |
|              | 125     | Saint Sébastien, | Pietro di Cristoforo Vannucci, dit Le Pérugin                        | Italie                                                                            | vers 1490-1500                      | huile sur bois                                                 | H. 176 cm ; l. 116 cm                                               | RF 957                          | achat, 1896                                                                                         |
|              | 126     | Mercure, dieu des voyageurs et des bergers, jouant de la flûte | Baccio Bandinelli                                                    | Italie                                                                            | vers 1512                           | marbre                                                         | H. 126 cm                                                           | MR sup 55                       | collections du roi de France François Ier (1515-1547)                                               |
|              | 128     | Médaille représentant Cecilia Gonzague, fille de Louis III (1414-1478), marquis de Mantoue (Italie)                                                                             | d'après Antonio Puccio, dit Pisanello                                | Italie                                                                            | 1447                                | bronze                                                         | diam. 8,4 cm                                                        | OA 2874                         | legs du baron C. Devillier, 1883                                                                    |
|              | 129     | Plat d'apparat : Bella donna | inconnu                                                              | Deruta, Italie                                                                    | vers 1500-1530                      | faïence lustrée                                                | diam. 24 cm                                                         | OA 1463                         | collection Campana, achat, 1861                                                                     |
|              | 130     | Portrait de femme | Giovanni Francesco Caroto                                            | Italie                                                                            | vers 1505-1510                      | huile sur bois                                                 | H. 89 cm ; l. 74,5 cm                                               | INV 894                         | entré au Louvre sous Napoléon Ier (1804-1815)                                                       |
|              | 131     | Saint Jean-Baptiste, | inconnu                                                              | Crète (Grèce actuelle)                                                            | vers 1500                           | tempera sur bois                                               | H. 33 cm ; l. 24 cm                                                 | RF 2804                         | don d'A. Loebl, 1929                                                                                |
|              | 132     | Baldassare Castiglione (1478-1529), écrivain et diplomate, | Raffaello Santi ou Sanzio, dit Raphaël                               | Italie                                                                            | vers 1514-1515                      | huile sur toile                                                | H. 89 cm ; l. 67 cm                                                 | INV 611                         | collection du roi de France Louis XIV                                                               |
|              | 133     | Anton Fugger (1493-1560), banquier et humaniste | Hans Maler                                                           | Allemagne                                                                         | vers 1500-1529                      | huile sur bois                                                 | H. 79 cm ; l. 61,5 cm                                               | RF 2002-28                      | don de la Société des amis du Louvre                                                                |
|              | 134     | Ottheinrich von der Pfalz (1502-1559) | attribué à Dietrich Schro                                            | actif à Mayence (Allemagne)                                                       | vers 1556-1559                      | albâtre                                                        | H. 15,5 cm ; l. 15,5 cm ; pr. 16 cm                                 | OA 204                          | don d'A.-C. Sauvageot, 1856                                                                         |
|              | 135     | Antonio de Covarrubias y Leiva (1514-1602), juriste et érudit | Domínikos Theotokópoulos, dit El Greco                               |                                                                                   | vers 1597-1600                      | huile sur toile                                                | H. 94 cm ; l. 82 cm                                                 | RF 1941-32                      | entré au Louvre en 1941, par voie d'échange avec les musées espagnols                               |
|              | 136     | La Sainte Trinité, avec Dieu le Père soutenant le Christ, | Colijn de Coter                                                      | Belgique                                                                          | vers 1510-1515                      | huile sur bois                                                 | H. 181 cm ; l. 133 cm                                               | RF 534                          | achat, 1889                                                                                         |
|              | 137     | Élément de retable : la Déploration du Christ | inconnu                                                              | Anvers (Belgique actuelle)                                                        | vers 1515-1520                      | bois de chêne polychrome                                       | H. 48 cm ; l. 50 cm                                                 | OA 5528                         | legs de C. de Marsy, 1902                                                                           |
|              | 138     | Dalle funéraire d'André Blondel de Rocquencourt (mort en 1558), provenant de l'église des Filles-Pénitentes à Paris                                                             | Jean Goujon                                                          |                                                                                   | vers 1560                           | bronze                                                         | H. 59 cm ; l. 173 cm ; pr. 60 cm                                    | MR 1710                         | musée des Monuments français                                                                        |
|              | 139     | Vénus et l'Amour | Lambert Sustris                                                      |                                                                                   | vers 1550                           | huile sur toile                                                | H. 162 cm ; l. 214 cm                                               | INV 1978                        | collection du roi de France Louis XIV (1643-1715)                                                   |
|              | 140     | Déjanire, femme d'Hercule, enlevée par le centaure Nessus | Jean Boulogne, dit Giovanni Bologna ou Giambologna                   |                                                                                   | vers 1620                           | bronze                                                         | H. 43,6 cm ; l. 30,2 cm ; pr. 22 cm (sans le socle)                 | OA 5431                         | collection du roi de France Louis XIV (1643-1715)                                                   |
|              | 141     | Tapis de prière à colonnes | inconnu                                                              | Turquie                                                                           | vers 1700-1800                      | laine, coton, fils métalliques d'or et d'argent                |                                                                     | UCAD 13547                      | dépôt du musée des Arts décoratifs de Paris                                                         |
|              | 142     | Vase à décor floral | inconnu                                                              | Iznik, Turquie                                                                    | vers 1480-1520                      | céramique à décor peint sous glaçure                           | H. 20,5 cm ; diam. ouverture 10,5 cm                                | AD 27708                        | dépôt du musée des Arts décoratifs de Paris, 2006, legs de Mme T. B. Withney, 1931                  |
|              | 143     | Plat au bouquet composite | inconnu                                                              | Iznik, Turquie                                                                    | vers 1540-1555                      | céramique à décor peint sous glaçure                           | H. 6,8 cm ; diam. 38,8 cm                                           | OA 7590                         | legs de la baronne Salomon de Rothschild, 1922                                                      |
|              | 144     | Plat au bouquet de tulipes et d'œillets | inconnu                                                              | Iznik, Turquie                                                                    | vers 1560-1580                      | céramique à décor peint sous glaçure                           | H. 6,8 cm ; diam. 36 cm                                             | OA 3927                         | don de Mme A. de Tournière, 1895                                                                    |
|              | 145     | Panneau de revêtement mural à décor floral, provenant du mausolée du sultan ottoman Selim II (1566-1574),                                                                       | inconnu                                                              | Istanbul, Turquie                                                                 | vers 1577                           | céramique à décor peint sous glaçure                           | H. 245 cm ; l. 155 cm                                               | OA 3919                         | achat, 1895                                                                                         |
|              | 146     | Écran de fenêtre (« jali ») à décor géométrique, | inconnu                                                              | Inde                                                                              | vers 1605-1627                      | grès                                                           | H. 151 cm ; l. 109 cm                                               | MAO 2044                        | achat, 2005                                                                                         |
|              | 147     | Casque | inconnu                                                              | Inde                                                                              | vers 1600-1800                      | alliage de fer, décor damasquiné d'or                          | H. 44 cm ; diam. 20 cm                                              | R 861                           | legs de la baronne Salomon de Rothschild, 1922                                                      |
|              | 148     | Poignard (« katar ») décoré de divinités hindoues : Vishnu, dieu protecteur, et Hanuman, guerrier-singe, dieu de la sagesse                                                     | inconnu                                                              | Inde                                                                              | vers 1600-1800                      | alliage de fer, jade, argent, pierres précieuses               | H. 40 cm ; l. 9,5 cm                                                | OA 7546                         | legs de la baronne Salomon de Rothschild, 1922                                                      |
|              | 149     | Panneau de revêtement mural : une assemblée de mystiques, | inconnu                                                              | Iran                                                                              | vers 1700-1800                      | céramique à décor de lignes noires et de glaçures colorées     | H. 120 cm ; l. 97 cm                                                | MAO 690                         | achat, 1982                                                                                         |
|              | 150     | Panneau de revêtement mural : le baptême, en 314, de Tiradate IV, roi d'Arménie                                                                                                 | inconnu                                                              | Isfahan, Iran                                                                     | vers 1650-1700                      | céramique à décor de lignes noires et de glaçures colorées     | H. 49 cm ; l. 96,2 cm                                               | AD 15118                        | dépôt du musée des Arts décoratifs de Paris, 2006, don de F. C. Filippo, 1908                       |
|              | 151     | Plats à décor de personnages : jeune homme tendant une rose à une fille | inconnu                                                              | Iran                                                                              | vers 1580-1650                      | céramique à décor peint sous glaçure                           | H. 6 cm ; diam. 34 cm H. 6,3 cm ; diam. 28 cm                       | AD 2782 AD 2785                 | dépôt du musée des Arts décoratifs de Paris, 2006. Legs de Mme T. B. Whitney, 1931                  |
|              | 152     | Coupe au pourtour décoré de fleurons | inconnu                                                              | Iran                                                                              | vers 1650-1730                      | céramique, décor de lustre métallique                          | H. 8,3 cm ; diam. 18,2 cm                                           | OA 3292                         | achat, 1892                                                                                         |
|              | 153     | Flambeau portant une inscription mystique en langue persane | inconnu                                                              | région de Khurasan                                                                | vers 1550-1600                      | alliage de cuivre, décor gravé et incrusté de pâte noire       | H. 35 cm ; diam. 16.7 cm                                            | UCAD 5602                       | dépôt du musée des Arts décoratifs de Paris, 1993                                                   |
|              | 154     | Plat représentant le triomphe de Joseph le patriarche, d'après une gravure de Bernard Salomon                                                                                   | inconnu                                                              | Atelier des Fontana, Urbino, Italie                                               | vers 1565-1570                      | faïence                                                        | H. 50 cm ; l. 63 cm                                                 | N 25                            | achat, 1825                                                                                         |
|              | 155     | Bassin décoré d'un serpent, de poissons et de lézards | inconnu                                                              | France                                                                            | vers 1600                           | terre cuite vernissée                                          | H. 53 cm ; l. 40 cm                                                 | MR 2293                         | achat, 1825                                                                                         |
|              | 156     | Vase d'apparat, | inconnu                                                              | Milan, Italie                                                                     | vers 1600                           | cristal de roche, argent doré, or émaillé                      | H. 33 cm ; l. 28,5 cm                                               | MR 474                          | collection du roi de France Louis XIV (1643-1715)                                                   |
|              | 157     | Coupe aux oiseaux et au décor végétal | inconnu                                                              | Iran ou Turquie                                                                   | vers 1600-1800                      | cristal de roche, décor d'or, d'émail et de pierres de couleur | H. 33 cm                                                            | MR 334                          | collections royales françaises                                                                      |
|              | 158     | Plateau de table à décor floral, | inconnu                                                              | Florence, Italie                                                                  | 1668                                | mosaïque de marbre et pierres dures                            | H. 124 cm ; l. 77 cm                                                | SN 770                          | |
|              | 159 160 | Le roi de France Henri IV (1589-1610) en armure et son épouse Marie de Médicis en robe d'apparat,                                                                               | atelier de Barthélemy Prieur                                         | France                                                                            | vers 1600-1610                      | bronze                                                         | H. 42,5 cm H. 43,5 cm                                               | MR 3256 MR 3267                 | collections royales françaises                                                                      |
|              | 161     | Le roi Ixion trompé par Junon, qu'il voulait séduire | Pierre Paul Rubens                                                   |                                                                                   | vers 1615                           | huile sur toile                                                | H. 215 cm : l. 285 cm                                               | RF 2121                         | legs du baron B. de Schlichting, 1914                                                               |
|              | 162     | La Mélancolie, | Domenico Fetti                                                       | Italie                                                                            | vers 1618-1623                      | huile sur toile                                                | H. 171 cm ; l. 128 cm                                               | INV 281                         | collection du roi de France Louis XIV (1643-1715)                                                   |
|              | 163     | Monument funéraire de Madeleine Marchand, épouse de Nicolas Le Jay, président du parlement de Paris, provenant de l'église des Minimes de Paris                                 | Thomas Boudin                                                        | France                                                                            | 1628                                | marbre                                                         | H. 130 cm ; l. 64 cm ; pr. 108 cm                                   | LP 401                          | |
|              | 164     | La Madeleine à la veilleuse, | Georges de La Tour                                                   |                                                                                   | vers 1640-1645                      | huile sur toile                                                | H. 156 cm ; l. 122 cm                                               | RF 1949-11                      | achat, 1949                                                                                         |
|              | 165     | Saint François mort | inconnu                                                              | Espagne                                                                           | vers 1650                           | bois peint, verre (yeux), os (dents), chanvre (cordelière)     | H. 103 cm ; l. 64 cm                                                | RF 4211                         | achat, 1988                                                                                         |
|              | 166     | Vierge de l'Immaculée Conception, | Simon Challe                                                         | France                                                                            | 1764                                | marbre blanc                                                   | H. 75 cm ; l. 31 cm ; pr. 24 cm                                     | RF 2011-02                      | achat, 2011                                                                                         |
|              | 167     | Saint Matthieu et l'ange | Rembrandt Harmenszoon van Rijn, dit Rembrandt                        | Pays-Bas                                                                          | 1661                                | huile sur toile                                                | H. 121 cm ; l. 110 cm                                               | INV 1738                        | collection du comte d'Angiviller                                                                    |
|              | 168     | Paysage avec Orphée et Eurydice | Nicolas Poussin                                                      |                                                                                   | vers 1650-1653                      | huile sur toile                                                | H. 149 cm ; l. 225 cm                                               | INV 7307                        | collection du roi de France Louis XIV (1643-1715)                                                   |
|              | 169     | Paysage avec Pâris et Œnone dit Le Gué | Claude Gellée, dit Claude Lorrain                                    |                                                                                   | 1648                                | huile sur toile                                                | H. 152 cm ; l. 184 cm                                               | INV 4724                        | collection du roi de France Louis XIV (1643-1715)                                                   |
|              | 170     | Portrait présumé de Charles Le Brun, premier prince du roi de France Louis XIV (1643-1715)                                                                                      | Charles Antoine Coysevox                                             | France                                                                            | vers 1671                           | marbre                                                         | H. 62 cm ; l. 58 cm ; pr. 34 cm                                     | MR 2489                         | musée des Monuments français                                                                        |
|              | 171     | Jules Hardouin-Mansart, architecte du roi de France Louis XIV (1643-1715), | Hyacinthe Rigaud                                                     | France                                                                            | 1685                                | huile sur toile                                                | H. 163 cm ; l. 129 cm                                               | INV 7510                        | collection de l'Académie royale de peinture                                                         |
|              | 172     | Louis XIV, roi de France (1641-1715), terrassant une figure allégorique de la Fronde,                                                                                           | Gilles Guérin                                                        | France                                                                            | 1653                                | terre cuite                                                    | H. 53 cm ; l. 33 cm ; pr. 18 cm                                     | RF 4742                         | achat, 2006                                                                                         |
|              | 173     | Vénus accroupie | Charles Antoine Coysevox                                             | France                                                                            | 1686                                | marbre                                                         | H. 132 cm ; l. 64 cm ; pr. 90 cm                                    | MR 1826                         | provenant du parc de Versailles                                                                     |
|              | 175 174 | Jupiter foudroyant et Junon jalouse, | d'après Michel Anguier                                               | France                                                                            | vers 1690                           | bronze                                                         | H. 72 cm                                                            | OA 5086 (174) OA 5087 (175)     | collection du roi de France Louis XIV (1643-1715)                                                   |
|              | 176     | Louis XV, roi de France (1715-1774), à cheval, en costume romain | d'après Edme Bouchardon                                              | France                                                                            | vers 1759-1763                      | bronze                                                         | H. 71 cm ; l. 23,5 cm ; pr. 50 cm                                   | MR 3212                         | saisie révolutionnaire                                                                              |
|              | 177     | La Baigneuse, | Étienne-Maurice Falconet                                             | France                                                                            | 1757                                | marbre                                                         | H. 80 cm ; l. 25 cm ; pr. 29 cm                                     | MR 1846                         | collection de la comtesse Du Barry                                                                  |
|              | 178     | Le Nid dit aussi Le Présent du berger | François Boucher                                                     | France                                                                            | vers 1740                           | huile sur toile                                                | H. 110 cm ; l. 158 cm                                               | INV 2725                        | collection du roi de France Louis XV (1715-1774)                                                    |
|              | 179     | Le Baisemain | manufacture de Meissen, modèle de Johann Joachim Kändler             | Allemagne                                                                         | 1737                                | porcelaine dure                                                | H. 15 cm ; l. 19 cm                                                 | OA 6499                         | legs d'Isaac de Camondo, 1911                                                                       |
|              | 180     | Le Comte Galeatius Secco Suardo (1681-1733), | Vittore Ghislandi, dit Fra Galgario                                  | Italie                                                                            | vers 1710-1720                      | huile sur toile                                                | H. 120 cm ; l. 90 cm                                                | RF 1991-4                       | achat, 1991                                                                                         |
|              | 181     | Le Duc de Richelieu, maréchal de France (1696-1788), en habit de l'ordre du Saint-Esprit                                                                                        | Francesco Maria Schiaffino                                           |                                                                                   | 1748                                | marbre                                                         | H. 148 cm ; l. 93 cm ; pr. 63 cm                                    | LP 455                          | collection du duc de Richelieu                                                                      |
|              | 182     | Vue du golfe de Naples | Joseph Vernet                                                        | France                                                                            | 1748                                | huile sur toile                                                | H. 100 cm ; l. 198 cm                                               | RF 1949-8                       | don d'A. Pereire, 1949                                                                              |
|              | 183     | Figure de fantaisie autrefois désignée à tort comme Denis Diderot, | Jean-Honoré Fragonard                                                | France                                                                            | vers 1769                           | huile sur toile                                                | H. 81 cm ; l. 65 cm                                                 | RF 1972-14                      | dation, 1972                                                                                        |
|              | 184     | Le Philosophe Denis Diderot (1713-1784) | Jean-Antoine Houdon                                                  | France                                                                            | 1773                                | marbre                                                         | H. 43 cm ; l. 27 cm ; pr. 21 cm                                     | RF 1520                         | legs d'A. Caroillon de Vandeul, 1911                                                                |
|              | 185     | D'Alembert (1717-1783), auteur de l'Encyclopédie | Félix Lecomte                                                        | France                                                                            | avant 1786                          | marbre                                                         | H. 150 cm ; l. 95 cm ; pr. 92 cm                                    | ENT 1987.4                      | don de Napoléon Ier à l'Institut de France, 1807                                                    |
|              | 186     | Mariana Waldstein (1763-1808), neuvième marquise de Santa Cruz, | Francisco José de Goya y Lucientes                                   |                                                                                   | vers 1797-1800                      | huile sur toile                                                | H. 173 cm ; l. 125 cm                                               | RF 1976-69                      | dation, 1976                                                                                        |
|              | 187     | Le Peintre Élisabeth Vigée-Lebrun (1755-1842) | Augustin Pajou                                                       | France                                                                            | 1783                                | terre cuite                                                    | H. 55 cm ; l. 44 cm ; ép. 21 cm                                     | RF 2909                         | achat, 1967                                                                                         |
|              | 188     | Francis George Hare, dit Master Hare, enfant, | Sir Joshua Reynolds                                                  | Angleterre                                                                        | vers 1788-1789                      | huile sur toile                                                | H. 107 cm ; l. 93 cm                                                | RF 1580                         | legs verbal du baron de Rothschild, remis au Louvre par ses héritiers, 1905 (avant restauration)    |
|              | 189     | La Malédiction paternelle. Le Fils puni | Jean-Baptiste Greuze                                                 | France                                                                            | 1778                                | huile sur toile                                                | H. 164 cm ; l. 197 cm                                               | INV 5039                        | achat, 1820                                                                                         |
|              | 190     | Vénus à la pomme, | Bertel Thorvaldsen                                                   | Danemark                                                                          | vers 1805                           | marbre                                                         | H. 120 cm                                                           | RF 3334                         | achat, 1977                                                                                         |
|              | 191     | Napoléon Bonaparte (1769-1821), Empereur des Français de 1804 à 1815, sous le nom de Napoléon Ier                                                                               | Francesco Righetti, d'après Antonio Canova                           | Italie                                                                            | 1810                                | bronze                                                         | H. 41,5 cm ; l. 22,5 cm ; pr. 13 cm                                 | LP 2715                         | legs de J. Beck, 1846                                                                               |
|              | 192     | Athénienne, meuble de toilette pour la chambre de Napoléon Bonaparte (1769-1821), alors premier consul, au palais des Tuileries,                                                | Martin-Guillaume Biennais (d'après un dessin de Charles Percier)     | France                                                                            | vers 1800-1804                      | racine d'if, argent, bronze doré                               | H. 90,5 cm ; diam. 47 cm                                            | OA 10424                        | dation, 1973                                                                                        |
|              | 193     | Assiette d'un service à dessert dit Service encyclopédique : fabrique de charbon                                                                                                | manufacture de Sèvres, scène peinte par Jean-François-Joseph Swebach | France                                                                            | vers 1805-1806                      | porcelaine dure                                                | diam. 23,3 cm                                                       | OA 12216                        | don d'H. Lepic, en souvenir de la comtesse Lepic, petite-fille du dernier roi de Bassano, 2007      |
|              | 194     | La Trinité-des-Monts et la villa Médicis, à Rome | François Marius Granet                                               | France                                                                            | 1808                                | huile sur toile                                                | H. 62,5 cm ; l. 74 cm                                               | RF 1981-12                      | don anonyme, 1981                                                                                   |
|              | 195     | Begum Sambre (vers 1750 - 1836), souveraine de la principauté indienne de Sardhana                                                                                              | inconnu                                                              | Inde                                                                              | vers 1780-1815                      | huile sur ivoire                                               | H. 9,4 cm ; l. 8,2 cm                                               | MAO 709                         | achat, 1984                                                                                         |
|              | 196     | Nasir al-Din Shah (1848-1896), souverain de la dynastie qadjare, | Bahram Kirmanshashi                                                  | Téhéran (Iran)                                                                    | 1857-1858                           | huile sur cuivre                                               | H. 36 cm ; l. 22,5 cm                                               | MAO 776                         | achat, 1987                                                                                         |
|              | 197     | Boîte au décor de fleurs et de rossignol contenant un portrait du calife Ali | inconnu                                                              | Iran                                                                              | vers 1800-1870                      | bois, décor peint, doré et vernis                              | H. 15,2 cm ; l. 8,7 cm                                              | AD 37641                        | dépôt du musée des Arts décoratifs de Paris, 2006. Don de Mme L. Dreyfus-Barney, 1956               |
|              | 198     | Fath Ali Shah (1797-1834), souverain de la dynastie qadjare | attribué à Mihr Ali                                                  | Iran                                                                              | vers 1805                           | huile sur toile                                                | H. 227 cm ; l. 134 cm                                               | MV 6358                         | offert à A. Jaubert, envoyé de Napoléon Ier en perse                                                |
|              | 199     | Stèle funéraire couronnée d'un turban et inscrite en turc ottoman (osmanli : turc ancien en lettres arabes)                                                                     | inconnu                                                              | Turquie                                                                           | 1809                                | marbre                                                         | H. 138 cm ; l. 35 cm ; diam. 27 cm ; ép. 11 cm                      | OA 8153                         | acquise avant 1931                                                                                  |
|              | 200     | Volterra (Toscane, Italie), vue prise en regardant la citadelle | Jean-Baptiste Camille Corot                                          |                                                                                   | 1834                                | huile sur toile                                                | H. 47 cm ; l. 82 cm                                                 | RF 1619                         | don d'É. Moreau-Nélaton, 1906                                                                       |
|              | 201     | Ferdinand-Philippe, duc d'Orléans (1810-1842), fils ainé de Louis-Philippe (1773-1850), roi des Français de 1830 à 1848                                                         | Jean-Louis Jaley                                                     | France                                                                            | 1844                                | marbre                                                         | H. 238 cm ; l. 109 cm ; pr. 80 cm                                   | RF 1311                         | achat, 1842                                                                                         |
|              | 202     | Louis-François Bertin (1766-1841), journaliste et écrivain politique, | Jean-Auguste-Dominique Ingres                                        | France                                                                            | 1832                                | huile sur toile                                                | H. 152 cm ; l. 130 cm                                               | RF 1071                         | achat, 1897                                                                                         |
|              | 203     | La Liberté guidant le peuple | Eugène Delacroix                                                     | France                                                                            | vers 1830-1831                      | huile sur toile                                                | H. 277 cm ; l. 342 cm                                               | RF 129                          | achat, 1831                                                                                         |
|              | 204     | Lion au serpent | Antoine-Louis Barye (fondu par Honoré Gonton en 1835)                | France                                                                            | 1832                                | bronze                                                         | H. 135 cm ; l. 178 cm ; pr. 96 cm                                   | LP 1184                         | commande de l'État, 1836                                                                            |
|              | 205     | Le Louvre de Napoléon III | Victor Chavet                                                        | France                                                                            | 1857                                | huile sur toile                                                | H. 212 cm ; l. 222 cm                                               | INV 20048                       | |
|              | ###     | Élément de coffret | inconnu                                                              | Murshidabad ? Inde                                                                | XVIIIe siècle                       | ivoire                                                         |                                                                     | MAO 2231                        | achat, 2010                                                                                         |
|              | ###     | Portrait d'homme, | Joos van Cleve                                                       |                                                                                   | vers 1525-1535                      | huile sur bois                                                 |                                                                     | INV 2705                        | collection du roi de France Louis XIV (1643-1715)                                                   |
| 1.           |         | |                                                                      |                                                                                   |                                     |                                                                |                                                                     |                                 | |

## Œuvre non présentée
À l'origine, le tableau Apollon et le berger Daphnis devait être présenté dans La Galerie du temps, mais à l'inauguration, l'œuvre était exposée comme pièce no 154 dans l'exposition temporaire Renaissance. La place a alors été prise dans La Galerie du temps par la pièce non numérotée Portrait d'homme de Joos van Cleve (INV 2705), puisque celle-ci n'apparaît pas dans le catalogue.
| Illustration | No  | Titre                        | Artiste                                       | Origine géographique | Date           | Technique/matériaux | Dimensions          | Numéro d'inventaire | Mode d'acquisition |
| ------------ | --- | ---------------------------- | --------------------------------------------- | -------------------- | -------------- | ------------------- | ------------------- | ------------------- | ------------------ |
|              | 127 | Apollon et le berger Daphnis | Pietro di Cristoforo Vannucci, dit Le Pérugin | Italie               | vers 1495-1500 | huile sur bois      | H. 39 cm ; l. 29 cm | RF 370              | achat, 1883        |